# Memoria sobre la Ipecacuanha fusca do Brasil, ou Cipó das Nossas Boticas
Memoria sobre la Ipecacuanha fusca do Brasil, ou Cipó das Nossas Boticas (abreviado Mem. Ipecac. Bras.) es un libro con ilustraciones y descripciones botánicas que fue escrito por el médico botánico portugués Bernardino António Gomes y publicado en Lisboa en el año 1801.